# Gwenaël Kerléo
Gwenaël Kerléo (Abidjan, 1975) è un'arpista e compositrice francese.

## Biografia
Nel 1996, dopo aver studiato presso il conservatorio di Brest, ha registrato il suo primo album Terre celte. Dall'incontro con musicisti di jazz è nato il suo secondo album, Chemin de brume. Il suo terzo album è divenuto noto al di fuori della Francia, e l'ha portata a tenere concerti in Italia, Svizzera, Germania, Ungheria e Russia.
Per due anni ha suonato in coppia con il violoncellista Patrick Langot, poi ha creato nel 2008 il duo Dorn ha dorn con la violinista Shane Lestideau.
Nel 2009 ha pubblicato il suo quarto album, Pevar, che coinvolge molti musicisti, tra cui Loic Troel, Yann Quefféléant, Yvon Molard, Franck Fagon.

## Discografia
- 1994 : Tir na Nog
- 1996 : Terre Celte, con arpa celtica, violino, flauto e cornamusa
- 1999 : Chemin de brume
- 2003 : Yelen, arpa e voce
- 2009 : Pevar
- 2010 : Retour en Terre Celte
- 2012 : Quai n°7